# Владо Георгиев
Владимир Георгиев (Дубровник, 6. јун 1976) јесте српски поп певач, продуцент и кантаутор. Свој музички пут започео је у Херцег Новом, где је провео већи део свог детињства. Његова каријера обухвата више од две деценије стварања и извођења, током којих је издао неколико успешних албума и синглова.
Георгиев се истиче својим јединственим гласом и способношћу да креира емотивне и памтљиве мелодије. Његове песме, попут „Навика”, „Жена без имена” и „Даљина”, постале су класици модерне српске поп музике. Поред музичке каријере, познат je и по свом раду као телевизијски судија у популарним музичким такмичењима, што додатно потврђује његов утицај у свету забаве. Његов допринос музичкој индустрији и култури чини га једним од кључних фигура у савременој музичкој сцени Балкана.

## Рани живот и почеци каријере
Његова породица, која има коријене у Бугарској и Босни и Херцеговини, убрзо се преселила у Херцег Нови, Црна Гора, где је провео већину свог детињства. Одрастајући у мултикултуралном окружењу, Георгиев је развио дубоку љубав према музици и уметности, што је касније имало велики утицај на његову каријеру.
У Херцег Новом, похађао је основну и средњу школу, где је показао рано интересовање за музику. Његова страст према музици била је очигледна већ у младим данима, када је почео да свира хармонику, а касније се пребацио на клавир и друге клавијатуре. Овај период његовог живота био је кључан за развој његових музичких вештина и стваралачког израза.
Георгиевови први кораци у музици започели су током средњошколских дана, када је почео да пише своје прве песме. Његов таленат за компоновање и писање текстова брзо је дошао до изражаја, што је поставило темеље за његову будућу каријеру. Иако није формално студирао музику, кроз самостално учење и експериментисање развио јединствени музички стил који га је касније прославио.

## Музичка каријера
Георгиев, чија музичка каријера обухвата више од две деценије, започео је свој успон на музичкој сцени почетком 2000-их. Његов први албум, „Навика”, објављен 2001. године, одмах је привукао пажњу публике и критике, поставши један од најпродаванијих албума у региону. Албум се истакао својим модерним поп звуком и емотивним текстовима, што је постало карактеристично за Георгиева. Његов други албум, „Жена без имена”, објављен 2003. године, наставио је успех првог, доносећи још хитова који су освојили топ листе.
Међу најпознатијим песмама Влада Георгиева су „Нисам љубоморан”, „До свитања”, „Ти и ја”, и „Без тебе”. Ове песме не само да су постале хитови, већ су и утицале на развој српске поп музике, постављајући нове стандарде у продукцији и писању текстова. Његов трећи албум, „Даљина”, објављен 2013. године, показао је зрелост и еволуцију његовог музичког израза, са песмама које су биле интроспективније и дубље.
Стил Влада Георгиева карактерише комбинација поп и рок елемената, са нагласком на мелодичност и емотивне текстове. Његова музика често одражава лична искуства и осећања, што ствара снажну везу са његовом публиком. Георгиев је такође познат по свом гласу, који има препознатљиву топлину и способност да пренесе емоције.

## Телевизијска каријера
Поред успешне музичке каријере, Георгиев је такође познат по свом ангажману у телевизијским пројектима, посебно као судија у музичким такмичењима. Његово учешће у овим програмима није само допринело његовој популарности, већ је и показало његову стручност и посвећеност музици.
Један од најзначајнијих телевизијских ангажмана Влада Георгиева био је као судија у емисији „Први глас Србије” 2011. и 2012. године. Његова улога у овом такмичењу била је кључна, јер је својим саветима и критикама помогао младим талентима да развију своје вештине и каријере. Георгиев се истакао својим стручним знањем, али и способношћу да на емпатичан начин комуницира са такмичарима.
Такође, био је део жирија у популарном шоу програму „Твоје лице звучи познато” 2016. године, где је својим хумором и каризмом додатно освојио срца гледалаца. Ови телевизијски ангажмани су показали другу страну његове личности, далеко од сцене и рефлектора концертних дворана.

## Глумачка каријера
Осим као музичар, показао је свој таленат и у глумачким водама. Његове епизодне улоге у популарним српским серијама „Оно као љубав” и „Певај, брате!” откриле су другачију димензију његове уметничке личности. У серији „Оно као љубав”, Георгиев је имао прилику да прикаже своје глумачке способности, док је у „Певај, брате”, кроз хумористички приступ, додатно забављао публику. Осим тога, Владо се појавио и у филму „Војна академија 2”, где је његова улога допринела разноврсности овог популарног филмског серијала.
Године 2016, ушао je у свет синхронизације, позајмљујући глас лику Кормилу у америчкој 3Д компјутерској анимираној комедији „У потрази за Дори”. Овај ангажман је био посебно значајан, јер је Георгиев својим гласом допринео интернационалном пројекту, показујући своју свестраност и способност да свој таленат примени у различитим областима забавне индустрије.

## Лични живот
Георгиев, познат по својој музичкој каријери, има богат и занимљив приватни живот. Страствен је љубитељ мора и авантуриста; на свом Харли Дејвидсон мотоциклу пропутовао је многе делове света. Његова љубав према путовањима одвела га је и на Хималаје. Интересују га спортови на води и бродови, а у младости је тренирао џудо.
У приватном животу, отворен је у погледу својих љубавних искустава. Деведесетих година био је у вези са певачицом Марином Перазић. Након тога, седам година је био у вези са Иреном Маркет, која је радила у његовој фирми и била његов ПР менаџер.
Био је у краткој вези са црногорском глумицом Андреом Мугошом, али су прекинули због разлика у темпу живота. Његова веза са манекенком Милицом Самарџијом, коју је упознао на кастингу за спот „Искрено”, привукла је пажњу медија. Иако су накратко прекинули због медијског притиска, пар се помирио и данас ужива у заједничком животу. Имају две ћерке, Софију и Елену.

## Контроверзе
Георгиев је током своје каријере био познат не само по музичком таленту, већ и по својим политичким ставовима и изјавама, који су често изазивали контроверзе. Његово јавно изражавање мишљења о политичким и друштвеним темама привукло је пажњу медија и јавности, често изазивајући бурне реакције.
Један од најистакнутијих политичких ставова Георгиева било је његово изражено противљење НАТО-у. Овај став је био посебно видљив у његовим изјавама и друштвеним медијима, где је често критиковао политику и деловање ове организације. Георгиев је такође изразио подршку одређеним политичким покретима и организацијама, што је додатно појачало његову политичку профилисаност у јавности.
Поред политичких ставова, Георгиев је био укључен и у неколико контроверзи које су утицале на његову каријеру. Једна од најзначајнијих била је његова подршка теоријама завере, посебно у вези са QAnon покретом и дезинформацијама о Ковид 19 вакцинама. Ове изјаве су изазвале негодовање у јавности и медијима, доводећи до полемика о његовим ставовима.
Такође, Георгиев је био критикован због својих изјава о аустралијској влади, које су неки сматрали непримереним и контроверзним. Његово поређење аустралијске владе са нацистичком Њемачком изазвало је оштре реакције и дебате о границама слободе изражавања јавних личности.

## Албуми
- Навика, Горатон, 2001.
- Жена без имена, Горатон, 2003.
- Даљина, Barba Music, 2013.

## Синглови
- Драга,[2] дует са Рођом Раичевићем, 1997.
- Ако икад остарим,[3] Сунчане Скале, 1998.
- Не брже од живота, дует са MC Нигором (некада Монтенигерс), 2000.
- Тропски бар, дует са Нигором, 2001.
- Нисам љубоморан, ВГ АРТ СТУДИО, 2005.
- До свитања, Barba Music, 2007.
- Хеј ти, 2009.
- Искрено, 2014.
- Тебе жедан, 2017.
- Знам те најбоље, 2018.

## Фестивали
Сунчане скале, Херцег Нови:
- Драга, '97
- Ако икад остарим, победничка песма, '98

Зрењанин:
- Тропски бар (са Игором Лазићем - Нигором Монтенигерсом), 2001.

Руњићеве вечери, Сплит:
- Стине, 2010.
- Кључ живота, 2011.

## Филмографија
- Оно као љубав (2010)
- Певај, брате! (2012)
- Војна академија 2 (2013)
- У потрази за Дори (2016)